# والتر برونا
والتر برونا (انگلیسی: Walter Brugna؛ زادهٔ ۲۸ ژانویهٔ ۱۹۶۵) دوچرخه‌سوار اهل ایتالیا است.
وی در مسابقات کشوری و بین‌المللی در مجموع برندهٔ ۱ مدال طلا، ۱ مدال نقره، ۱ مدال برنز شده‌است.